# Robert Coffy
Robert-Joseph Coffy (Le Biot, 24 oktober 1920 - Saint-Zacharie, 15 juli 1995) was een Frans rooms-katholiek aartsbisschop en kardinaal.
Coffy studeerde filosofie en katholieke theologie aan het seminarie van Annecy en werd op 28 oktober 1944 tot priester gewijd. Van 1944 tot 1949 studeerde hij in Lyon en werkte tegelijkertijd als pastor in Annecy. Vanaf 1949 was hij verbonden aan het seminarie van Annecy en van 1952 tot 1956 was hij er rector.
Van 1956 tot 1967 was Coffy vicaris-generaal van het bisdom Annecy. In 1967 benoemde paus Paulus VI hem tot bisschop van Gap en in 1974 werd hij aartsbisschop van Albi. In 1985 werd hij benoemd tot aartsbisschop van Marseille.
Paus Johannes-Paulus II verhief hem in 1991 tot kardinaal-priester. De San Luigi Maria Grignion de Montfort werd zijn titelkerk.
Op 15 juli 1995 overleed hij. Coffy werd bijgezet in de kathedraal van Marseille.